# Leif Jonker’s Darkness
Leif Jonker’s Darkness (OT: Darkness) ist ein US-amerikanischer Independentfilm von Leif Jonker. Der 1993 abgedrehte Splatterfilm handelt von Vampiren, die eine Kleinstadt terrorisieren.

## Handlung
Tobe überlebt nur knapp ein Massaker an einer Tankstelle. Ein mysteriöser Vampir tötet alle Kunden und verschwindet dann in der Nacht. Tobe hat es sich nun zur Aufgabe gemacht, den Vampir zur Strecke zu bringen und verfolgt ihn zu einem alten Haus. Er tötet mehrere Vampire, doch der, den er sucht, ist bereits weitergezogen.
Unterdessen wollen seine Freunde Greg, Kelly, Jodie, Dianne und Steve Spaß haben. Sie gehen auf ein Konzert und machen die Nacht durch. Um drei Uhr nachts trennt sich die Gruppe. Als Greg, den schon seit längerem Alpträume plagen, nach Hause kommt, sind seine Eltern bereits tot. In letzter Sekunde taucht Tobe auf, um Greg und Dianne, die von ihren Eltern attackiert wurde, zu retten. Steve und Kelly stoßen derweil auf eine Gruppe von Vampiren. Während Kelly die Flucht gelingt, wird Steve zerfleischt.
Die verbliebenen Freunde verschanzen sich in einem Haus und warten auf den Sonnenaufgang. Nur Jodie, der noch in eine Kneipe einkehren wollte, trifft auf einen Vampir. Dieser verwandelt ihn und benutzt ihn gegen seine Freunde. Kurz bevor die Sonne aufgeht, werden Greg, Kelly und Tobe getrennt. Greg stellt sich einem Vampir und kann ihn töten, wird dabei aber selbst verletzt. Kelly und Tobe fliehen über einen Fluss und können eine Horde Vampire erledigen, indem sie Weihwasser in den Fluss schütten. Die drei treffen wieder zusammen und versuchen den Highway zu erreichen, als sich Jodie mit einer Gruppe von Vampiren nähert. Sie rennen um ihr Leben, als die Sonne aufgeht und die Vampire zerfließen und zerplatzen. Aber auch Greg stirbt, da ihn der Vampirbiss langsam in einen Vampir verwandelt hat.
Greg schreckt aus einem Traum hoch und Kelly beruhigt ihn. Die beiden gehen schwer bewaffnet los, um den letzten Vampir zu erledigen.

## Hintergrund
Leif Jonker drehte den Film mit Hilfe einiger Freunde, als er noch auf dem College war. Gedreht wurde in Wichita mit einem sehr geringen Budget auf Super 8. Der Film wurde später über das Film Threat Video Magazine in den Vereinigten Staaten vermarktet.
Eine Importversionen wurde von dem Label Manic Entertainment auch in Deutschland veröffentlicht, aber ohne deutsche Synchronisation. Später erschien über Astro Entertainment eine deutschsprachige VHS- und DVD-Fassung, die unter dem Untertitel The Vampire Cut eine 107 Minute lange Director’s-Cut-Fassung enthielt. Eine Zweitauflage kam über das Label Laser Paradise. Ton- und Bildqualität sind bei beiden DVD-Fassungen unterdurchschnittlich.

## Kritik
Leif Jonker’s Darkness ist ein Vampirfilm, der vor allem viel Wert auf blutige Spezialeffekte und Splatterszenen legt und stellt eigentlich nur eine Aneinanderreihung von Gewaltszenen dar. Die Story ist vernachlässigbar. Zum Erscheinungszeitpunkt erhielt der Film eine Reihe sehr guter Kritiken in der Horrorfilm-Fachpresse und lobende Worte unter anderem von Regisseur Don Coscarelli.
Detlef Klewer bezeichnet ihn in seinem Buch Der Splatterfilm als „außergewöhnliche[n], interessante[n] Amateur-Horrorstreifen mit überdurchschnittlichen Effekten der allerblutigsten Art, dessen rasante Inszenierung das schwache Drehbuch aufwog und Jonker in Insiderkreisen rasch berühmt machte“.